# Stanisław Wygodzki
Stanisław Wygodzki (pierwotne imię: Szaja, od ok. 1925 roku stosował imiona Szaja lub Szymon, od ok. 1928 roku Stanisław, od 1968 roku Jehoszua ) (ur. 13 stycznia 1907 w Będzinie, zm. 9 maja 1992 w Tel Awiwie ) – polski prozaik, poeta i krytyk literacki pochodzenia żydowskiego, tłumacz literatury niemieckiej (m.in. dzieł Brechta) i żydowskiej (m.in. Szolema Alejchema i Asza).

## Życiorys
Urodził się i wychował w Będzinie, jako syn Icchaka Wygodzkiego (1878–1943) (kupca, działacza syjonistycznego) i Reginy (Rywa Brajndla) z domu Werdygier  (Werdiger) (ur. 15 listopada 1885), w inteligenckiej rodzinie zagłębiowskich Żydów. W Będzinie spędził młodość i też tu zastała go II wojna światowa.
Jako uczeń będzińskiego gimnazjum humanistycznego Fürstenberga związał się z ruchem komunistycznym i wstąpił do partii. Za działalność komunistyczną został w 1926 r. wydalony przed maturą ze szkoły i skazany na 2 lata więzienia. Współpracował z miesięcznikiem „Dźwignia”. Wyczulony na krzywdę społeczną, od 1930 roku drukował w pismach lewicowych. Działał także w Polskiej Sekcji Międzynarodowego Biura Literatury Rewolucyjnej w Moskwie, gdzie w 1933 r. opublikował zbiór wierszy Apel. Poezje. Mieszkał przy ul. Sączewskiego 13 (w okresie okupacji niemieckiej Gartenstr.) wraz żoną Anną (Frymetą) (ur. 18 października 1900) i córką Mindlą (ur. 17 marca 1939). Pracował w Będzinie jako urzędnik w hucie „Feniks”.
Był posiadaczem paragwajskiego paszportu wystawionego przez Grupę Ładosia, co pomogło Wygodzkiemu przeżyć wojnę. W latach 1943–1945 najpierw przeżył getto będzińskie, a potem był więźniem obozów koncentracyjnych: Auschwitz-Birkenau (nr obozowy 132434), Sachsenhausen-Oranienburg i Dachau (do kwietnia 1945). W Auschwitz stracił rodziców i rodzeństwo. Wiedział, że w obozie jego i rodzinę czeka zagłada. Jeszcze w wagonie (1 sierpnia 1943) razem z żoną i córeczką Mindel zażył luminal. Sam przeżył, gdyż jego dawka okazała się zbyt mała. Dlatego też jednym z przewodnich motywów powojennej poezji Wygodzkiego jest ból po stracie córki. Po wyzwoleniu w 1945 r. z obozu przejściowego w Niemczech wrócił do kraju. Wcześniej w monachijskim szpitalu, gdzie leczył gruźlicę, poznał swą przyszłą żonę, Irenę (pochodzi z Katowic), z którą 11 marca 1946 r. wziął ślub. Ich dzieci otrzymały imiona Adam i Ewa.
W kwietniu 1947 r. powrócił do kraju i osiadł w Warszawie, gdzie w latach 1947–1948 pracował w Ministerstwie Kultury i Sztuki. Od 1948 r. pracował w Polskim Radiu, gdzie do 1953 r. pełnił funkcję redaktora naczelnego działu literackiego. Od 1953 zajmował się wyłącznie pracą literacką; publikował własne utwory, recenzował książki, gdy nagle w 1967 r. zniknął z kart pism literackich, księgarń i bibliotek z powodu napisanego na niego paszkwilu. W styczniu 1968 r., głównie pod wpływem szykan wymierzonych w jego dzieci, podjął decyzję o emigracji z Polski. Z Dworca Gdańskiego w Warszawie wraz z rodziną wyjechał słynnym wówczas pociągiem zwanym w kolejarskim żargonie „jewrej-ekspres” do Wiednia, a zaraz potem samolotem do Izraela.
Zamieszkał na stałe w Giwatajim w aglomeracji miejskiej Tel Awiwu. Syn Adam wyjechał do Szwajcarii, a córka do Hiszpanii. W 1969 r. nawiązał współpracę z literacką prasą hebrajską, m.in. z wychodzącym w Tel Awiwie pismem „Maariw” oraz z wydawanymi w języku polskim czasopismami „Nowiny-Kurier” i „Przegląd”. Wstąpił do Związku Pisarzy Hebrajskich oraz Hebrajskiego PEN Clubu. Do Polski już nie przyjechał, choć w 1981 r. spędził kilka dni w Wiedniu, daremnie oczekując na obiecaną wizę, by skorzystać z zaproszenia na Kongres Kultury Polskiej (doczekał się tylko wiadomości o wprowadzeniu stanu wojennego). Zmarł w Giwatajim. Nie chciał mieć grobu, więc prochy poety rozrzucono na pustyni. Wdowa po pisarzu, Irena Wygodzka, kilka lat później zamieszkała w Warszawie.

## Twórczość literacka
Jako pisarz debiutował w 1928 r. artykułem o poezji proletariackiej (Zadania poezji w Polsce dzisiejszej), zamieszczonym przez redaktora Grydzewskiego na łamach „Wiadomości Literackich” (nr 29). Drukował w „Miesięczniku Literackim”, „Lewarze”, „Sygnałach” i w „Szpilkach” – prasie lewicującej, ale też w „Skamandrze”. Pierwszy zbiór wierszy, Apel, wyszedł w Moskwie w 1933 r. Przed II wojną wydał jeszcze dwa tomiki poezji: Chleb powszedni i Żywioł liścia. Po wojnie brał aktywny udział w życiu literackim Polski, publikując kilka zbiorów opowiadań i wierszy. Liczne opowiadania Wygodzkiego są napisane w pierwszej osobie i charakteryzują się dążeniem do dokumentalizacji narracji.
Ze sporym powodzeniem próbował też tłumaczeń. Jako jeden z nielicznych podjął się przybliżenia polskiemu czytelnikowi literatury żydowskiej powstającej w języku jidysz: Szaloma Asza (osiadłego w Ameryce prozaika rodem z Kutna) i Efraima Kaganowskiego, tłumacząc na polski Opowiadania warszawskie. Interesował się też pisarstwem braci Singerów. Tłumaczył również z j. niemieckiego, np. Egona Erwina Kischa, klasyka reportażu, Ericha Kästnera i wielu innych. Jego powieść Zatrzymany do wyjaśnienia została skonfiskowana w Polsce w 1957 r. i wydana w 1968 po polsku przez Instytut Literacki w Paryżu oraz po hebrajsku w Izraelu. Był też autorem czterech książek dla dzieci (Odwiedziła mnie żyrafa).
Został laureatem nagrody Związku byłych Więźniów Bergen-Belsen (1969) oraz w 1972 r. nagrody państwowej im. prezydenta Izraela Zalmana Szazara, przyznanej za twórczość o Holokauście dla pisarzy repatriantów.
W swej twórczości przedstawia obraz martyrologii Żydów w czasie II wojny światowej oraz powojenne losy mieszkańców środkowo-wschodniej Europy. W swoich utworach poruszał motywy związane z człowiekiem, zagładą, moralnością, egzystencjalizmem.
Utrzymywał serdeczne kontakty z polskimi literatami: Wisławą Szymborską, Anną Kamieńską, Marią Bojarską i Tadeuszem Borowskim (11 marca 1946 r. był świadkiem na ślubie z Ireną). Jedno z opowiadań Tadeusza Borowskiego, o sosnowieckich i będzińskich Żydach wywożonych transportem do obozu, powstało prawdopodobnie pod wpływem opowieści Wygodzkiego.
W styczniu 1992 r. Telewizja Polska wyemitowała reportaż pt. Credo Stanisława Wygodzkiego. Do tego programu, po raz ostatni w życiu, recytacje wierszy przygotował i przedstawił Tadeusz Łomnicki, jeden z nielicznych, wiernych przyjaciół poety, z którym przez wszystkie lata emigracji utrzymywał żywy kontakt.
Po śmierci pisarza wydano w Tel Awiwie Zeszyt pamięci o Stanisławie Wygodzkim pod redakcją Krystyny Bernard.

### Zbiory wierszy
- Apel (1933)
- Chleb powszedni (1934)
- Żywioł liścia (1936)
- Pamiętnik miłości (1948)
- Nad Engelsem (1950)
- Poezje (1950)
- Wzgórza (1952)
- Drzewo ciemności (1971)
- Podróż zimowa (Londyn 1975)
- Pożegnanie (Londyn 1979)
- dwujęzyczny Wybór poezji (Londyn 1987).

### Opowiadania
- W kotlinie (1949)
- Pusty plac (1955)
- Milczenie (1958)
- Upalny dzień (1960)
- Człowiek z wózkiem (1961)
- Koncert życzeń (1961)
- W deszczu (1962)
- Nauczyciel tańca (1963)
- Boczna uliczka (1966)
- Powrót na ziemię (1967)
- Odwiedziła mnie żyrafa (1967)
- wybór Ba-mahavo (w języku hebrajskim) (Tel Awiw 1970).

### Powieści
- Jelonek i syn (1951)
- Opowiadanie buchaltera (1951)
- Serca mego rodzeństwa (1961)
- Zatrzymany do wyjaśnienia (1968)
- Pieskin został pisarzem (Londyn 1973)

## Ordery i odznaczenia
- Order Sztandaru Pracy II klasy (22 lipca 1949)[6]
- Krzyż Komandorski Orderu Odrodzenia Polski (1959)[7][1]
- Medal 10-leci Polski Ludowej (11 lipca 1955)[8]

## Opracowania
- W. Wójcik: Żydowska polska dusza. O poezji Stanisława Wygodzkiego, [w:] Żydzi w literaturze, red. A. Szawerna-Dyrszka, M. Tramer, Katowice 2003.
- P. Majerski: Milcząc w skowycie. Wokół Drzewa ciemności Stanisława Wygodzkiego, [w:] Mozaika kultur, red. M. Kisiel, P. Majerski, Sosnowiec 2006.